# Liste der Bodendenkmale in Breitenbrunn/Erzgeb.
In der Liste der Bodendenkmale in Breitenbrunn/Erzgeb. sind die Bodendenkmale der Gemeinde Breitenbrunn/Erzgeb. und ihrer Ortsteile nach dem Stand der Auflistung von Volkmar Geupel aus dem Jahr 1983 aufgelistet. Eventuelle Änderungen und Ergänzungen, insbesondere aus der Zeit nach der Wende, sind nicht berücksichtigt, da für Sachsen aktuell keine neueren allgemein zugänglichen Bodendenkmallisten vorliegen. Die Baudenkmale sind in der Liste der Kulturdenkmale in Breitenbrunn/Erzgeb. aufgeführt.
| Denkmal-ID | Fundart            | Ortsteil             | Bezeichnung                                       | Zeitstellung | Lage                                      | Bemerkungen | Bild |
| ---------- | ------------------ | -------------------- | ------------------------------------------------- | ------------ | ----------------------------------------- | --- | ---- |
| ?          | Befestigung > Burg | Breitenbrunn/Erzgeb. | Wasserburg „Schlossruine“, „Jagdschloss“, „Ruine“ | Mittelalter  | westlich des Orts, südwestlich der Kirche | Niederungsburg, rechteckiger ummauerter Bühl mit Turmruine, umlaufender wasserführender Graben mit Außenmauer, Schutz seit 3. April 1959 |      |